# Ye Jiao
Ye Jiao, född den 21 oktober 1994, är en kinesisk landhockeyspelare.

## Karriär
Ye Jiao ingick i det kinesiska lag som spelade landhockey vid OS 2024 och som tog silver.